# Monlezun-d'Armagnac
Monlezun-d'Armagnac è un comune francese di 188 abitanti situato nel dipartimento del Gers nella regione dell'Occitania.

## Società

### Evoluzione demografica
Abitanti censiti